# Иванов, Антон Михайлович
Антон Михайлович Иванов (1918 год — 1994 год) — казахский партийный и государственный деятель, первый секретарь Кзылтуского райкома Компартии Казахстана, Кокчетавская область. Герой Социалистического Труда (1957). Член КПСС с 1941 года.

## Биография
Родился в станице Имантавская Кокчетавского уезда Акмолинской области (ныне — Айыртауский район Северо-Казахстанской области Казахстана).
С 1937 года контролёр, бухгалтер сберкассы в селе Тахтаброд. В 1940 году избран секретарём Арыкбалыкского райкома ВЛКСМ. С 1944 года — секретарь Чкаловского, Зерендинского райкомов партии, с 1952 года — первый секретарь Рузаевского, Кзылтуского, Щучинского, Чкаловского райкомов, с 1964 по 1983 год — председатель партийной комиссии при Кокчетавском обкоме Компартии Казахстана.
Будучи первым секретарём Кзылтуского райкома, занимался организацией сельскохозяйственного производства при освоении целинных и залежных земель.
Указом Президиума Верховного Совета СССР от 11 января 1957 года за особо выдающиеся успехи, достигнутые в работе по освоению целинных и залежных земель, и получение высокого урожая удостоен звания Героя Социалистического Труда с вручением ордена Ленина и золотой медали «Серп и Молот».
Награждён орденами и медалями.
С 1983 года — на пенсии, проживал в городе Кокчетав.
Умер 12 июля 1994 года, похоронен в Кокшетау.